# Vysoká Pec (ort i Tjeckien, Ústí nad Labem)
Vysoká Pec är en ort i Tjeckien.   Den ligger i regionen Ústí nad Labem, i den nordvästra delen av landet, 80 km nordväst om huvudstaden Prag. Vysoká Pec ligger 317 meter över havet och antalet invånare är 803.
Terrängen runt Vysoká Pec är kuperad åt nordväst, men åt sydost är den platt.Runt Vysoká Pec är det ganska glesbefolkat, med 25 invånare per kvadratkilometer. Närmaste större samhälle är Most, 11,9 km öster om Vysoká Pec. Trakten runt Vysoká Pec består till största delen av jordbruksmark.